# Georgette Plana
Pour les articles homonymes, voir Plana.
 (juillet 2011).
Si vous disposez d'ouvrages ou d'articles de référence ou si vous connaissez des sites web de qualité traitant du thème abordé ici, merci de compléter l'article en donnant les références utiles à sa vérifiabilité et en les liant à la section « Notes et références ».
Georgette Émilienne Plana, née le 4 juillet 1917 à Agen, morte le 10 mars 2013 à L'Isle-Adam, est une chanteuse française.
En tant que chanteuse, elle connaît, à vingt ans d'intervalle, deux carrières distinctes l'une de l'autre. Ses titres les plus connus sont des reprises de Riquita, de La Java bleue et de Eviva España.
Elle a également fait plusieurs apparitions à l'écran (cinéma et télévision) dans des rôles de second plan, là aussi avec un intervalle d'une vingtaine d'années.

## Biographie
« Fille d'ouvriers devenus commerçants, je suis une erreur de permission qui naît le 4 juillet 1917, à Agen, où mes parents avaient acheté le Café Michelet à la Porte du Pin. J'étais devenue la poupée (déjà !) du square. »

Sa mère, Maria, ouvre un restaurant place de la Victoire à Bordeaux, devenu « légendaire par sa qualité » et dont la cuisine attire la clientèle des magasins de la proche rue commerçante Sainte-Catherine et les marins en escale dans la ville : « J'ai commencé à chanter et à danser de curieuse façon : mon père, perturbé par les années de guerre, fréquentait les maisons de Mériadeck. Magnifique, il offrait omelette et pomerol… Moi je dansais sur les tables et chantais. »
Georgette Plana suit des cours de piano avec Mme Dauzats, l'épouse du régisseur du Grand-Théâtre, et prend des leçons de danse classique. Devenue danseuse étoile au Grand-Théâtre, Georgette étudie en même temps la comédie au conservatoire de Bordeaux.
Elle débute ensuite comme danseuse de music-hall à Bordeaux, puis rejoint Paris en 1941 comme chanteuse. Ses nombreuses reprises des chansons des années 1920 ont du succès : elle chante à l’Alhambra en 1942 avec Bourvil dans La Revue du rire, puis aux Folies-Belleville en 1944, et obtient un grand succès populaire avec son entrain et son timbre gouailleur. Elle enregistre un disque des succès de Fréhel, et chante Le Bar de l'Escadrille, Feu follet, et Le Petit Rat de l’Opéra, qui connaît le succès en 1947. Elle se marie à la fin des années 1940 avec Jean Deguillaume, industriel de l'électroménager, et quitte la scène peu de temps après. Elle a un enfant : Jean-Charles et vit à L'Isle-Adam.
Elle revient une vingtaine d'années plus tard, en 1968, en reprenant Riquita, une chanson des années 1920 écrite par Bénech et Dumont. C'est un immense succès : 450 000 disques sont vendus et le titre est premier au hit-parade. Dans la foulée, Georgette Plana enregistre d'autres anciens succès de Bénech et Dumont, Gaston Gabaroche, Léo Daniderff, Lucien Boyer, Montéhus, etc., dont Le Dénicheur, Zaza, Rugby marche, La Femme aux bijoux et L'Hirondelle du faubourg, accompagnée par l'accordéoniste Aimable et son orchestre. Riquita et La Femme aux bijoux sont inclus dans un album produit en 1968.
Fille d'un compagnon charpentier du Devoir de liberté (appelés également enfants de Salomon ou Indiens) et de la mère des Indiens de Bordeaux, elle a également enregistré un disque de chants compagnonniques pour la Fédération compagnonnique des métiers du bâtiment, qui en assure la distribution.
En 1969, Georgette Plana chante à l’Olympia aux côtés de Robert Charlebois et d’Antoine, avec qui elle interprète Je t'offre un verre, réconciliant ainsi deux, et même trois générations. En 1974, elle fait partie de la tournée « Podium » d'Europe 1 avec les Martin Circus.
Pascal Sevran révèle dans son journal Le Privilège des jonquilles (2006) qu’elle a été victime en 2005 d’un accident vasculaire cérébral.
Georgette Plana meurt le 10 mars 2013 à L'Isle-Adam, à l’âge de 95 ans. Elle est inhumée au cimetière communal.

## Principales chansons
(Enregistrements et petits formats)
- Le Bar de l'Escadrille
- Feu follet
- Le Petit Rat de l’Opéra (1947)
- Le Dénicheur
- La Java bleue
- Du gris
- Là où y'a des frites
- Fais du vélo (dépôt SACEM 12 juillet 1973)
- Riquita (1968)
- Rugby marche (1968)
- L'Hirondelle du faubourg
- Zaza
- La Femme aux bijoux
- Les Dernières Paroles du Christ
- La Fille du Bédouin
- Eviva España (1972)
- Douze mois de vacances (1973)
- La Valse brune

## Filmographie
- 1952 : La Femme à l'orchidée, de Raymond Leboursier.
- 1952 : Les Surprises d'une nuit de noces, de Jean Vallée.
- 1973 : Elle court, elle court la banlieue, de Gérard Pirès.
- 1973 : La Vie rêvée de Vincent Scotto, téléfilm de Jean-Christophe Averty.
- 1973 : Les Vacanciers, de Michel Gérard.
- 1975 : Divine, de Dominique Delouche.